# MITO SettembreMusica

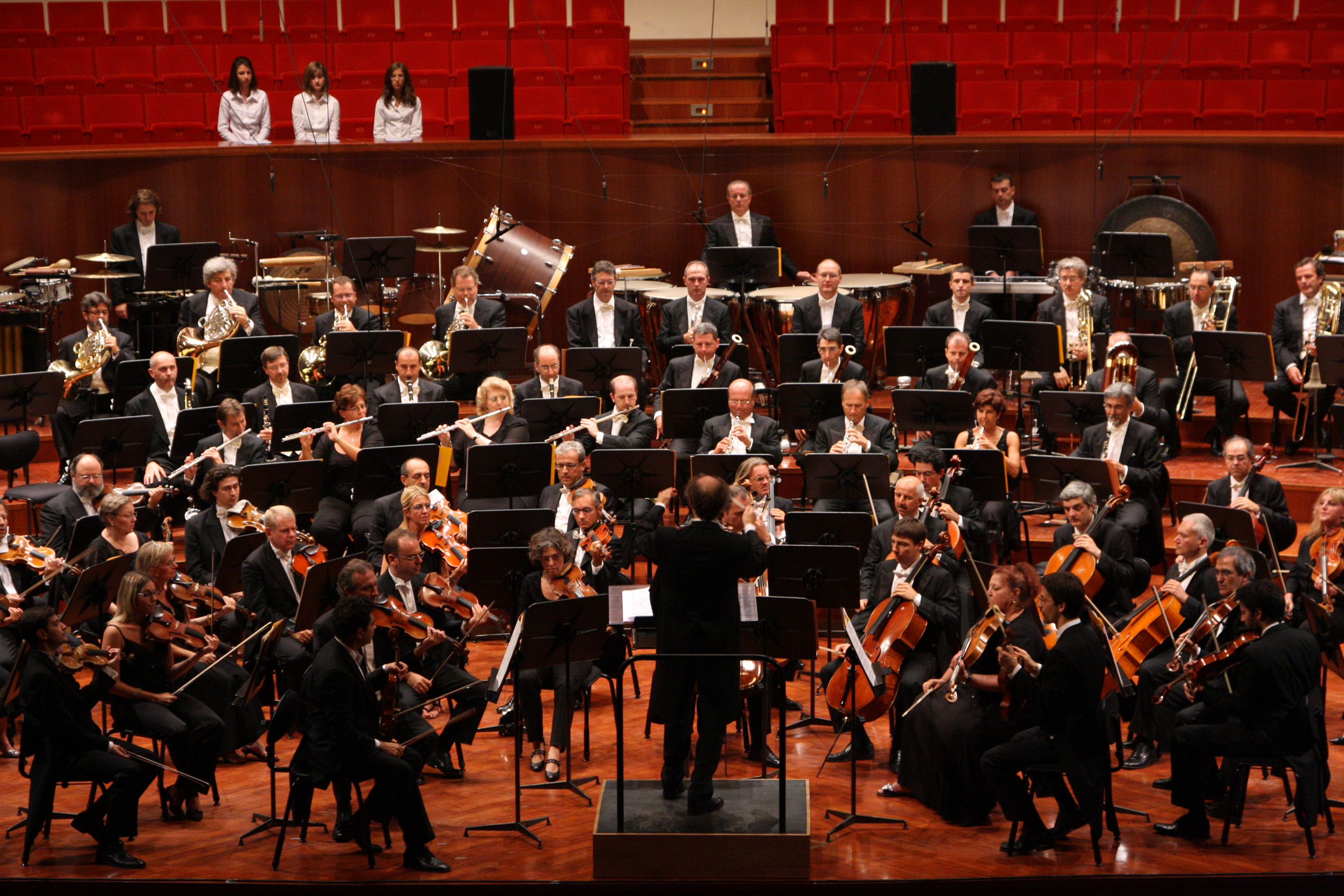

Le MITO SettembreMusica (en italien, Mi(lan)-Tu(rin) Septembre Musique) est un festival de musique classique créé d'abord à Turin en 1978, comme Settembre Musica (it), puis avec Milan, d'où son nom actuel, à partir de 2007.
C'est l'adjoint à la culture du maire Diego Novelli que revient l'idée de sa création en 1978 avec la fondation Teatro Regio de Turin et de l'Unione Musicale. La direction artistique en est confiée à Enzo Restagno et Roman Vlad pour être ensuite laissée au seul Restagno en 2006 qui l'ouvre à Milan, à partir de 2007.